# IC 3240
IC 3240 је елиптична галаксија у сазвјежђу Дјевица која се налази на листи објеката дубоког неба у Индекс каталогу.
Деклинација објекта је + 10° 21' 43" а ректасцензија 12h 23m 7,4s. Привидна величина (магнитуда) објекта IC 3240 износи 15,8 а фотографска магнитуда 16,8.